# Scambus exiguus
Scambus exiguus là một loài tò vò trong họ Ichneumonidae.